# Somehow Life Got in the Way
Somehow Life Got in the Way från 2014 är jazzsångaren Isabella Lundgrens andra album.

## Låtlista
1. Procession (Mats Hålling) – 1:40
2. Everything Must Change (Bernhard Ighner) – 5:37
3. While We're Young (Alec Wilder/Mortimer Palitz/William Engwick) – 4:32
4. Ac-cent-tchu-ate the Positive (Harold Arlen/Johnny Mercer) – 4:44
5. If He Walked into My Life (Jerry Herman) – 5:30
6. Somehow Life Got in the Way (Peter Asplund/Lotta Asplund) – 5:15
7. Down with Love (Harold Arlen/Yip Harburg) – 4:31
8. That's Just the Way I Am (Peter Asplund/Jim Leopardo) – 7:53
9. Why Was I Born (Jerome Kern/Oscar Hammerstein) – 5:59
10. Eudaimonia (Carl Bagge/Isabella Lundgren) – 5:17
11. Nobody Knows the Trouble I've Seen (trad) – 7:04
12. A Time for Everything (Marcus Sturewall/Isabella Lundgren) – 5:43

## Medverkande
- Isabella Lundgren – sång
- Carl Bagge – piano
- Niklas Fernqvist – bas
- Daniel Fredriksson – trummor
- Dicken Hedrenius – trombon (spår 4, 8)
- Robert Nordmark – tenorsax (spår 7)
- Peter Asplund – trumpet (spår 8, 11)
- Joakim Milder – tenorsax (spår 9)
- Nordiska Kammarorkestern under ledning av Mats Hålling

## Mottagande
Skivan fick ett gott mottagande när den kom ut med ett genomsnitt på 4,2/5 baserat på tio recensioner.